# Reserva do Cabaçal
Reserva do Cabaçal est une municipalité brésilienne située dans l'État du Mato Grosso.